# 中国马文化博物馆
中国马文化博物馆，位于北京市延庆区八达岭镇阳光路8号，是展示中国马文化的专题博物馆。

## 简介
中国马文化博物馆由中国马术协会、中国马业协会、中国文物学会、延庆县人民政府联合主办，2003年开馆，位于八达岭长城脚下的阳光山谷马术俱乐部内。2002年末成立的阳光山谷马术俱乐部是当时中国最大的马术俱乐部，拥有长1200米跑道的速度赛场，300米的马游泳池，长120米宽50米的室内马术表演场以及马舍长廊、山间马道。自2002年成立至2003年的一年中，该俱乐部承办了11次全国及北京市的各类马术比赛，并在2003年9月21日承办“通商杯”第三届亚洲马术锦标赛，同时举行亚洲马术联合会特别会议。
中国马文化博物馆占地面积约2700多平方米，馆内展品1300多件，按参观路线分为文字区、雕塑区、名画区、英式美式区、摄影区、蒙古区。另外，该馆还定期展出爱马人士收藏的藏品和艺术品。展品中有美国1940年生产的马鞍，治疗用马蹄铁，三寸金莲专用马镫，东汉陶砖，汉白玉雕马，镖车等等。